# Лацис, Вилис Тенисович
Ви́лис Тенисович Ла́цис (латыш. Vilis Lācis; 1904—1966) — латышский советский писатель и государственный деятель. Член КПЛ с 1928 года. Член ВКП(б) с 1940 года. Председатель СМ (СНК) Латвийской ССР с 25 августа 1940 по 27 ноября 1959 года.

## Биография

### Юность и начало литературной карьеры
Родился 29 апреля (12 мая) 1904 года в селе Ринужи (ныне в черте города Рига, Латвия) в семье портового рабочего Тениса Лациса (1871—1957) и его жены Карлины, ур. Вейдеман (1884—1963).
В 1917 году перед оккупацией немцами Риги эвакуировался с семьёй в г. Барнаул Алтайской губернии, где до 1918 года учился в Барнаульской учительской семинарии, работал посыльным в редакции газеты «Заря Алтая» . В 1918—1921 годах работал по найму в сельском хозяйстве, затем был секретарём сельсовета. В 1921 году вернулся в Латвию. В 1921—1923 годах был портовым грузчиком, рыбаком и кочегаром торгового парохода. Лацис писал в свободное время статьи, новеллы, которые с 1921 года печатались в периодических изданиях.
В 1931—1933 годах Лацис создал первое крупное произведение — трилогию «Бескрылые птицы» («Пятиэтажный город», 1931; «По морям», 1932; «Бескрылые птицы», 1933), в которой правдиво изобразил жизнь рабочего.

### Вершина литературного творчества
В 1933—1935 годах В. Т. Лацис был библиотекарем Рижской городской библиотеки. В 1935—1940 годах сотрудничал в газете «Яунакас зиняс». В 1933—1934 годах писатель создал своё самое популярное произведение — роман «Сын рыбака» (тт. 1—2), в котором ввёл в латышскую литературу самобытного, волевого героя — беспокойного искателя правды, носителя лучших качеств трудового народа. Роман имел огромную популярность. После его успеха Лацис принял решение полностью посвятить себя профессиональному писательскому труду.
По данным историка А. Странги, Лацису партийный стаж начали считать с 1928 года по прямому указанию из Москвы, данному для КПЛ в 1944 году. Политическая полиция Латвии подозревала Лациса в сотрудничестве с агентами советских спецслужб и следила за ним.
Однако творчество Лациса, его романы, написанные в духе произведений Джека Лондона («Кумир толпы» (1935), «Старое моряцкое гнездо» (1937), «Потерянная родина» (1940) и другие) пользовались огромной популярностью. Импонировало творчество Лациса и президенту К. Ульманису, который закрывал глаза на коммунистическую деятельность писателя.
Лацис стал самым печатающимся писателем страны. 22 января 1940 года состоялась премьера киноэкранизации романа «Сын рыбака», ставшая событием в культурной жизни Латвии.

### Глава коммунистического правительства Латвии
После ввода советских войск и коммунистического переворота в июне 1940 года, поддержанного Советским Союзом, Лацис вошёл в правительство А. М. Кирхенштейна в качестве министра внутренних дел (20 июня — 25 августа 1940) и уже 23 июня по радио заявил о необходимости чистки министерства от реакционных элементов и врагов народа. На заседании Сейма Латвии 21 июля 1940 года именно Лацис внёс предложение войти в состав СССР.
С 25 августа 1940 года — Председатель Совета Народных Комиссаров Латвийской ССР. Лацис начал осуществлять коммунистические преобразования в Латвии. В мае–июне 1941 года по инициативе Лациса в Сибирь было выслано 20 тысяч человек — «белоэмигранты», бывшие полицейские, бывшие служащие администрации независимой Латвии, бывшие офицеры латвийской армии, общественные деятели.
С июля 1941 года по октябрь 1944 года во время немецкой оккупации находился в Москве, возглавляя правительство Латвийской ССР в изгнании. По возвращении в Ригу в 1944 году вновь активно занимается проведением советской политики. В августе 1946 года СНК переименован в Совет Министров Латвийской ССР, его председателем остался Лацис. В том же году против него пытались совершить аттентат.
16 марта 1946 года первый секретарь Компартии Латвии Я. Калнберзин и глава правительства В.Лацис обратились с письмом к заместителю председателя советского правительства В. М. Молотову, в котором просили пересмотреть вопрос о коллаборационистах, за которыми нет ничего другого, кроме службы в легионах СС,— не поселять в северных районах СССР, а вернуть в Латвийскую ССР к своим семьям и хозяйствам.
Соответствующее решение менее чем через месяц было подготовлено и 13 апреля принято Постановление Совета Министров СССР № 843-342сс «О возвращении на родину репатриантов — латышей, эстонцев и литовцев».
В 1949 году Лацис подписал постановление о депортации из Латвии «кулаков» и других «неблагонадёжных элементов». В ходе его реализации в Сибирь было выслано около 50 тысяч человек.

### Советский период литературного творчества
Противоречивая позиция писателя отразилась в его творчестве советского периода. При издании своих довоенных сочинений Лацис вынужден был вносить правки идеологического характера, добавлять славословия в адрес СССР. В 1945—1948 годах был опубликован роман-эпопея «Буря», рисующий жизнь героев на историческом фоне. В 1950—1951 годах Лацис написал роман «К новому берегу», в котором пытался объективно показать судьбу латышского крестьянства в сложных условиях советских социально-экономических экспериментов. Роман был встречен враждебно советскими ортодоксальными критиками, обвинившими Лациса в «сочувствии к кулачеству», однако в 1952 году в «Правде» было опубликовано «Письмо группы советских читателей», бравшее писателя под защиту.
В 1954 году вышло последнее значительное произведение писателя — роман «Посёлок у моря», в котором действуют герои «Сына рыбака», перенёсенные в светлое советское настоящее. В 1962 году был издан роман «После ненастья», в котором Лацис вывел героев, пострадавших от «культа Сталина, неверия в человека, огульной подозрительности ко всем, кто побывал в плену, беззаконий и расправы с честными людьми».

### Отставка и последние годы жизни
Лацис занимал ряд общественных постов. C 20 апреля 1954 года по 27 марта 1958 года — Председатель Совета Национальностей Верховного Совета СССР IV созыва. Кандидат в члены ЦК КПСС (1952—1961). Депутат ВС СССР 2—5-го созывов. Депутат ВС Латвийской ССР.
Награждён 7 орденами Ленина, орденом Отечественной войны 1-й степени и медалями.
27 ноября 1959 года Лацис вышел в отставку с поста Председателя Совета Министров Латвийской ССР и отошёл от политической деятельности. В последние годы жизни В. Т. Лацис был заместителем председателя и членом Правления СП Латвии.

### Семья
- 1-й брак (с 1927) — Мария Лацис (Лаце), урожд. Буте (Bute; 1905—1959). Развелись 10.11.1944[10].

Дети:
- Зигурд Лацис (Zigurds Lācis; 1928—1988, похоронен на Кладбище Райниса)[11]. Его дочь — юрист, переводчик, писательница Илзе Лаце (Ilze Lāce; род. 1957) живет в Германии.
- Оярс Лацис (Ojārs Lācis; 1932—1940, погиб в результате несчастного случая, похоронен на Кладбище Райниса)[12]
- Эдвин Лацис (Edvīns Lācis; 1944, Москва—2004, Рига, похоронен на Кладбище Райниса). После смерти матери жил в семье отца, но отношения с мачехой не сложились[13].

2-й брак (с 18.11.1944) — Велта (Велта Кришевна) Лацис (Лаце), урожд. Калпиньш (Kalpiņš) (Калпиня (Kalpiņa; 1918, Смоленск—2006).  Участница Великой Отечественной войны.  Журналист, работала в журнале «Звайгзне» (Zvaigzne).
Сыновья:
- Леонид Лацис (Leonīds Lācis; 1945—1998, похоронен на Кладбище Райниса)[17].
- Юрис Лацис (Juris Lācis; род. 1946)[10].

## Память
Вилис Лацис умер 6 февраля 1966 года, похоронен в Риге на Лесном кладбище. Памятник на могиле писателя в 1974 году создали скульптор Айвар Гулбис и архитектор Юрис Скалбергс.
В честь Вилиса Лациса в Северо-западном округе Москвы названа улица. В советское время имя Лациса в Риге носила улица, а также 31-я средняя школа. В городе Саулкрасты улица В. Лациса, носившая название с 1977 по 2021 годы, как продолжение присоединена к улице Витиню.
В 1984—1993 годах в доме Лациса в Межапарке действовал его мемориальный музей.
Его имя было присвоено Государственной библиотеке Латвийской ССР (ныне Латвийская национальная библиотека), в 1966—1990 годах его имя носил Лиепайский государственный педагогический институт (ныне — Лиепайский университет) и Рижская 31-я средняя школа.

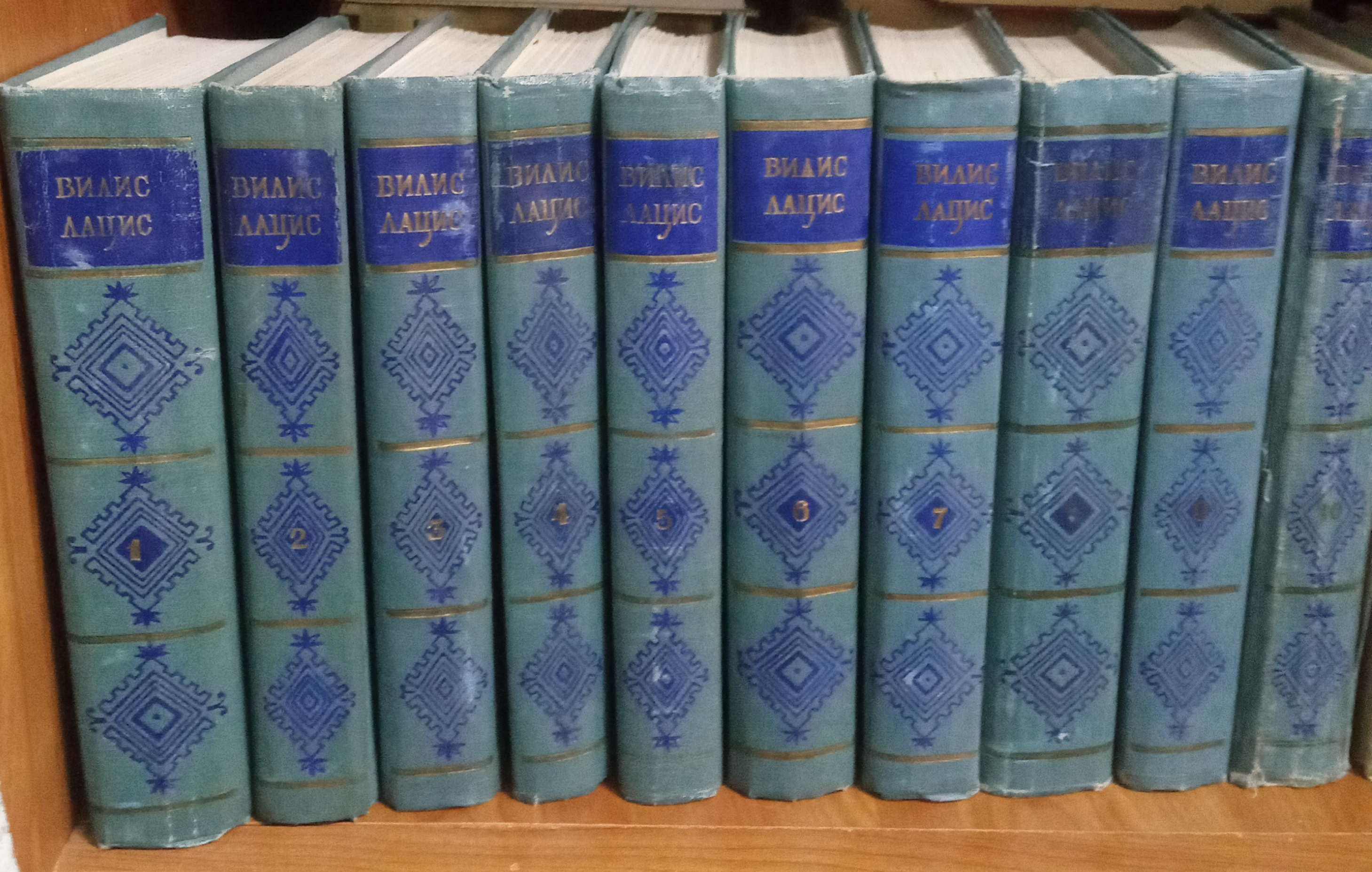
10-томное собрание сочинений В. Лациса. 1959 год. Издательство Известия планировала выпустить 9 томов, но потом выпустили дополнительный 10 том, в котором есть произведение «Посёлок у моря»

Бескрылые птицы. — Рига: Издательство «Зинатне», 1973

## Награды и премии
- Народный писатель Латвийской ССР (1947)
- Сталинская премия второй степени (1949) — за эпопею «Буря»[20]
- Сталинская премия первой степени (1952) — за роман «К новому берегу»
- семь орденов Ленина (в т.ч. 28.06.1945[21]; 22.07.1950[22]; 11.05.1954[23]; 11.05.1964[24]; 01.10.1965[25])
- орден Отечественной войны I степени
- медали

## Сочинения

### Романы
- Освобождённый зверь (Atbrīvotais zvērs, 1930)
- Пятиэтажный город (Piecstāvu pilsēta, 1931)
- По морям (Pasaules jūrās, 1931)
- Бескрылые птицы (Putni bez spārniem, 1931—1932)
- Сын рыбака (Zvejnieka dēls, т. 1-2, 1933—1934)
- Путешествие в город Заката (Ceļojums uz Norieta pilsētu, 1933)
- Кумир толпы (Рūļa elks, 1935)
- Зов предков (Senču aicinājums, 1935)
- Люди в масках (Cilvēki maskās, 1936)
- Земля и море (1938)
- Каменистый путь (Akmeņainais ceļš, 1937—1938)
- Старое гнездо моряков (Семья Зитаров) (Vecā jūrnieku ligzda (Zītaru dzimta), 1936—1938; 1955)
- Потерянная родина (Pazudusī dzimtene, 1940, 1949—1950)
- Кузнецы будущего (Nākotnes kalēji, 1942)
- Буря (Vētra, 1946—1948)
- К новому берегу (Uz jauno krastu, 1952)
- Посёлок у моря (Ciems pie jūras, 1954)
- После ненастья (Pēc negaisa, 1962)

### Новеллы
- Каролина Лапа (Karolīna Liepa, 1930)
- Женщина (Sieviete, 1930)
- В метель (1931)
- Чумишская виселица (Čumišas karātavas, 1932)
- Старый кочегар (Vecais kurinātājs, 1933)
- Полуночное чудо (Pusnakts brīnums, 1933)
- Соколик (Vanadziņš, 1937)
- Капитан Силис (1937)
- Четыре поездки (Četri braucieni, 1937)
- Возвращение отца (1932—1940)
- Эдик (Edžiņš, 1942)
- Происшествие на море (1942)
- Благодарность Тениса Урги (1942)
- Лангстинь идёт на охоту (Langstiņš iet medībās, 1943)
- Айзпутские сыновья (Aizputes dēli, 1945)
- Чувство долга (1947)
- Все люди добрые (1949)
- Самое ценное (1950)

### Драматургия
- Догий путь (Tālais ceļš, 1935)
- Кристап Каугурс (Kristaps Kaugurs, 1936)
- Маяк на острове (Bāka uz salas, 1937)
- Молодая смена (Jaunā maiņa, 1938)
- Невестка (Vedekla, 1943)
- Победа (Uzvara, 1945)

## Собрания сочинений
- Raksti, sej. 1—10, Riga, 1959—1962.
- Kopoti raksti, sej. 26, sej. 1—8, Riga, 1970—1973.
- Собрание сочинений, т. 1—6, М., Гослитиздат, 1954—1955 (в русском переводе). — 90 000 экз.
- Собрание сочинений т. 1—10, М., Известия, 1959—1960 (в русском переводе). — 225 000 экз.
- Избранные произведения. т. 1—2, М.: Художественная литература, 1984

## Экранизации произведений
- Сын рыбака (Латвия, 1939, режиссёр Вилис Лапениекс).
- Возвращение с победой (СССР, 1947, режиссёр Александр Иванов).
- К новому берегу (СССР, 1955, режиссёр Леонид Луков).
- Сын рыбака (СССР, 1957, режиссёр Варис Круминьш).
- На пороге бури (СССР, 1960, режиссёр Варис Круминьш).
- Соколик (СССР, 1972, режиссёр Янис Дзенитис).
- Соколик (мультфильм) (СССР, 1978, режиссёр Арнолдс Буровс).
- Каменистый путь (СССР, 1983, режиссёр Роланд Калныньш).
- Семья Зитаров (СССР, 1990, режиссёр Алоиз Бренч).